# Поротниково (Томская область)
Поро́тниково — село в Бакчарском районе Томской области, Россия. Административный центр Поротниковского сельского поселения.
Население — ↘352 (2021).

## География
Село расположено у трассы Р399 на востоке Бакчарского района, на берегу реки Бакчар. Немного южнее, по другую сторону автотрассы, в Бакчар впадает река Тетеренка. С юга и запада к селу примыкают массивы осиново-берёзовых лесов.

## Население
| 2002 | 2010 | 2012 | 2013 | 2014 | 2015 | 2021 |
| ---- | ---- | ---- | ---- | ---- | ---- | ---- |
| 508  | ↘413 | ↘404 | ↘400 | ↘389 | ↘387 | ↘352 |

## История
На карте Томской губернии 1921 г. при устье р. Тетеренки обозначены юрты Баглая — населённый пункт местных коренных жителей (южные селькупы). 
Село основано в 1916 году беглым солдатом Поротниковым, который обустроился здесь с семьёй. В 1920-е — 1930-е годы население села росло за счёт ссыльных и раскулаченных, в том числе, в 1933 г. прибыли ссыльные с Алтая, в 1936 — евреи, представители кавказских народов. 
В 1928-29 гг. здесь были созданы комендатура, больница, семилетняя школа и колхоз «Весна». Двумя годами позже появилась животноводческая ферма, в 1936 г. — детский садик. 
В 1946 г. в село провели электричество, построили мельницу. Примерно в это же время появился поселковый клуб. В 1950-х — 1960-х годах колхоз пережил несколько реорганизаций, были присоединены соседние посёлки. Название сменилось на «Сибиряк», а в 1971 году — на «Сибирь» (сам колхоз превратился в совхоз). С 1953 г. к семилетней программе обучения в местной школе начали добавлять по одному классу каждый год, пока в 1956 г. она не стала полной средней школой.
В 1970-м году на добровольной основе сюда прибыли новосёлы из Чувашии, село начало бурно развиваться. В 1980-х гг. были построены новые здания для больницы, школы, детского сада, в 1987 году возведён стадион. 

## Местное самоуправление
Глава поселения — Надежда Юрьевна Чумакова.

## Социальная сфера и экономика
В деревне работают средняя общеобразовательная школа, библиотека, фельдшерско-акушерский пункт и дом культуры.
Действуют несколько частных предпринимателей и подворий, работающих в сфере сельского хозяйства (в основном, скотоводства) и розничной торговли.